# TriGranit
TriGranit – węgierska firma działająca od 1997 roku. Dział w branży deweloperskiej, jak sama informuje specjalizuje się w tworzeniu nowoczesnych obiektów miejskich takich jak centra handlowe. Zrealizowane przez nią projekty mają łączną wartości dwóch miliardów euro. Zrealizowane lub planowane projekty tej firmy znajdują się w 10 państwach środkowoeuropejskich takich jak Polska, Węgry, Rumunia, Chorwacja, Serbia i takich miastach jak Bratysława, Budapeszt, Katowice, Kluż-Napoka, Kraków, Poznań, Warszawa i Zagrzeb.

## Projekty zrealizowane
- Millennium City Center w Budapeszcie
- Silesia City Center w Katowicach
- Bonarka City Center w Krakowie
- Emonika City Center w Lublanie
- Poznań City Center i Zintegrowane Centrum Komunikacyjne w Poznaniu
- Arena Centar w Zagrzebiu